# Найдёнова, Ольга Владимировна
О́льга Влади́мировна Найдёнова (род. 8 декабря 1987, Москва) — российская фигуристка, выступавшая в одиночном катании. Бронзовый призёр чемпионата России (2008), серебряный призёр Кубка России (2008). Мастер спорта России.
Много лет тренировалась под руководством Жанны Громовой. На юниорском уровне завоевала медали каждого достоинства в рамках турниров Гран-при. В 2003 году завоевала серебро юниорского первенства России, а в следующие два сезона привозила бронзовые награды с этого турнира.
В 2005 году заняла шестое место на Универсиаде. В том же сезоне сменила тренера, перейдя от Громовой к Виктору Кудрявцеву, в группе которого каталась до конца карьеры и добилась основных спортивных успехов — завоевала бронзу чемпионата России и серебро в финале Кубка страны (2008).
В 2010 году, по завершении соревновательной карьеры, окончила РГУФКСМиТ. С того же года начала работать тренером по фигурному катанию. Преимущественно занимается с детьми, со специализацией в постановке прыжков и программ. Впоследствии тренировала в Олимпийском парке Сочи.

## Результаты
| Соревнования                | 01/02         | 02/03         | 03/04         | 04/05         | 05/06         | 06/07         | 07/08         |
| Международные               | Международные | Международные | Международные | Международные | Международные | Международные | Международные |
| --------------------------- | ------------- | ------------- | ------------- | ------------- | ------------- | ------------- | ------------- |
| Crystal Skate               |               |               |               |               | 4             |               |               |
| Универсиада                 |               |               |               | 6             |               | 16            |               |
| Nebelhorn Trophy            |               |               | 3             |               |               |               |               |
| Международные среди юниоров |               |               |               |               |               |               |               |
| Чемпионат мира              |               | 15            |               |               |               |               |               |
| Финал Гран-при              |               |               | 7             |               |               |               |               |
| Гран-при Германии           |               | 1             |               | 8             |               |               |               |
| Гран-при Китая              |               |               |               | 4             |               |               |               |
| Гран-при Словакии           |               |               | 3             |               |               |               |               |
| Гран-при Чехии              |               |               | 2             |               |               |               |               |
| Гран-при Франции            |               | 6             |               |               |               |               |               |
| ЕЮОФ                        |               | 4             |               |               |               |               |               |
| Национальные                |               |               |               |               |               |               |               |
| Чемпионат России            |               | 6             | 7             | 6             | 4             | 10            | 3             |
| Первенство России           | 18            | 2             | 3             | 3             | 5             |               |               |
| Финал Кубка России          |               |               |               | 4             | 3             | 7             | 2             |